# Türje
Türje község Zala vármegyében, a Zalaszentgróti járásban. A településen polgárőrség működik.

## Fekvése
Türje Zala vármegye északkeleti részén a Zala kanyarulatától kissé keletre, a Keszthelyi-fennsíkot a Kemenesháttól elválasztó árok síkságán fekszik (Alsó-Zala-völgy).
A települést jelentősebb közút nem érinti, de minden irányból jól megközelíthető mellékutakon. Legfontosabb útja a Sümeg és Zalaegerszeg között húzódó 7328-as út, keleti határában pedig a Keszthely térségét Jánosházával összekötő 7331-es út halad végig (a két út Türje és Szalapa határvonalán keresztezi egymást). Zalaszentgrót felől a 7353-as út vezet idáig, a 8-as főút bögötei szakasza felé pedig a 7355-ös út indul a falu nyugati részén. Keleti határszélét egy rövid szakaszon érinti még az Ukktól idáig vezető 7337-es út is.
Zalaszentgróttal sűrű autóbusz összeköttetésben áll, de rendszeresen járnak járatok Sümeg és Zalaegerszeg irányába is, továbbá Budapest, Győr és Veszprém is közvetlenül elérhető a községből.
Türje megállóhely a Boba–Bajánsenye-vasútvonalon található, ahol Zalaegerszeg és Celldömölk között közlekedő személyvonatok állnak meg (ezek közül néhány vonat Celldömölktől Győrön át gyorsvonatként tovább közlekedik Budapestre). A megállóhely közvetlenül a 7355-ös út mellett helyezkedik el.

## Története
Türje kialakulása a 11. századra tehető. A premontrei monostor 13. század eleji alapításakor már valószínűleg jelentősebb helynek számított, mivel a rend csak ilyen helyekre költözött. Első említése 1234-ből való. Ekkor a Türje nemzetség birtokolta, mint valamennyi környező települést. (A nemzetség esztergomi érseket is adott az országnak.) A prépostság 1268 és 1358 között hiteles helyként is működött. A 14. századi Türje három részből: Kis-, Nagy- és Szenttamástürjéből állt. Az utóbbi kettőben templom is működött. A 15. századtól a birtokos nemesei több vitába is keveredtek, amelyek során sokszor raboltak ki jobbágyokat is. Türje ekkor jelentős településnek számított a Budáról Velencébe tartó kereskedelmi út mentén.
A törökök először 1532-ben pusztítottak a településen. A károk enyhítése végett 1535-ben vásártartási jogot kapott Türje mezőváros. 1566-ban a sümegi vár csapatai elfoglalták és felgyújtották a templomot és a monostort, ami a két torony kivételével leégett. Később se kapta vissza a türjei prépost a templomot, hanem a veszprémi püspök birtokába került, aki végvárrá alakította azt. És bár a várat a törökök nem sokszor ostromolták, a lakosság rendszeres adót fizetett nekik. Az utolsó Bécs elleni támadás során szinte teljesen elnéptelenedett.
Az 1690-es években gyorsan visszatelepült. 1703-ban mezővárosi jogokat kapott a település egyik része Belső-Türje néven. A város mellett egy kisebb falu is létezett (Felső- vagy Kis-Türje néven). A Rákóczi-szabadságharcban Türje a kurucok egy jelentős támpontja volt, amelyet 1707-ben Rabutin tábornagy felgyújtott. Az 1720-as években kezdett visszatelepülni a premontrei rend: 1724 és 1779 között épült új rendházuk, amelyben 1785-ig a perneggi, majd a hradischi monostor irányítása alá tartozott, végül 1802-ben függetlenedett. Az 1850-es évekig a település folyamatosan nőtt. Birtokosa nagyrészt a prépostság volt. Magyar és német lakosai a földművelés mellett szőlőtermesztéssel foglalkoztak. A 19. század második felében lelassult a város fejlődése, megmaradt mezőgazdasági településnek. 1876-ban mezővárosi jogait is elvesztette.
Az Ukk–Csáktornya-vasútvonal 1890-es megnyitásával kezdődött Türje kis mértékű iparosodása. Itt volt a Balatonszentgyörgy felé vezető vonal leágazása is, amely azonban Zalabér-Batyk vasútállomás 1970-es megépültével elkerült innen.
Az 1960-as években ipar települt a községbe. Állami gazdaság, varroda és fuvarozó vállalat nyílt a faluban. Így a települést nem jellemezte, és nem jellemzi az elvándorlás.

## Közélete

### Polgármesterei
- 1990–1994: Guitprechtné Molnár Erzsébet (független)[4]
- 1994–1998: Guitprechtné Molnár Erzsébet (független)[5]
- 1998–2002: Dr. Nagy László (független)[6]
- 2002–2006: Dr. Nagy László (független)[7]
- 2006–2010: Dr. Nagy László (független)[8]
- 2010–2013: Mlinárik László (független)[9]
- 2013–2014: Nagy Ferenc László (független)[10][11]
- 2014–2019: Nagy Ferenc László (független)[12]
- 2019–2024: Nagy Ferenc László (független)[13]
- 2024– : Nagy Ferenc László (független)[1]

A településen 2013. november 17-én időközi polgármester-választást (és képviselő-testületi választást) kellett tartani, mert a képviselő-testület tagjai szeptemberben minősített többséggel az önfeloszlatás mellett döntöttek, tekintve, hogy már régóta nem tudtak együttműködni egymással. A polgármesteri címért elindult a korábbi faluvezető is, de egyetlen kihívója 40 érvényes szavazattal többet kapott nála (398-at, 358 ellenében), ezáltal ő lett a község új vezetője.

## Népesség
A település népességének változása:
| Lakosok száma | 1638 | 1622 | 1546 | 1560 | 1536 | 1568 | 1547 |
|               | 2013 | 2014 | 2015 | 2021 | 2022 | 2023 | 2024 |

A 2011-es népszámlálás idején a nemzetiségi megoszlás a következő volt: magyar 89,4%, cigány 7,6%, lengyel 0,18%, német 1,43%, román 0,65%. A lakosok 74,7%-a római katolikusnak, 0,24% ortodox kereszténynek, 2% reformátusnak, 0,55% evangélikusnak, 8,6% felekezeten kívülinek vallotta magát (13,56% nem nyilatkozott).
2022-ben a lakosság 87,9%-a vallotta magát magyarnak, 3,8% cigánynak, 1,6% németnek, 0,3% ukránnak, 0,3% románnak, 0,1-0,1% lengyelnek, örménynek és bolgárnak, 1% egyéb, nem hazai nemzetiségűnek (11% nem nyilatkozott; a kettős identitások miatt a végösszeg nagyobb lehet 100%-nál). Vallásuk szerint 54,7% volt római katolikus, 1,8% református, 1,2% evangélikus, 0,2% görög katolikus, 0,1% izraelita, 0,1% ortodox, 0,8% egyéb keresztény, 1,1% egyéb katolikus, 7% felekezeten kívüli (32,9% nem válaszolt).

## Nevezetességei
- Plébániatemplom (barokk, román tornyokkal), aminek északi falán Szent László-legenda-freskót találtak. A mostani Magyarországon ilyen csak néhány helyen volt ismert eddig: Tereske, Ócsa és Vizsoly templomában, valamint két Felső-Tisza vidéki templomban.
- Volt premontrei rendház (ma szociális otthon)

## Híres türjeiek
- Árvay Gergely (1790–1872) premontrei szerzetes, kanonok, a Magyar Tudományos Akadémia levelező tagja
- Bódiss Jusztin János (1863-1921) bencés pap, egyházi író, irodalomtörténész, a Magyar Tudományos Akadémia levelező tagja (1911).
- Göndör István (1950) politikus, országgyűlési képviselő (MSZP)
- Kunc Adolf (1841–1905) premontrei tanár, igazgató, Szombathely történetírója
- Párkányi József (1920–2012) római katolikus pap, jogász, nyugalmazott püspöki helynök, kanonok
- Sáfár Anikó (1948) színésznő
- Stekli Ilona (?) fazekas, népi iparművész
- Szacsky Mihály (1947) szomatológus
- Szacsky Róbert, zongoraművész, dzsessz-zenész, a Dimenzió együttes egykori tagja
- Szentgróti Fülöp (1218 körül–1272) esztergomi érsek
- Szigeti Ferenc (1930–2024) a Ferencváros labdarúgója, Dalnoki Jenő pályaedzője
- Szilvási Lajos (1932–1996) író
- Szunics László (1937–2015) agrármérnök, növénynemesítő
- Török Tivadar (1952–) festő, grafikus karikaturista
- Türje nembeli Dénes (?–1254) nádor
- Vértes Árpád (1940) Hévíz polgármestere
- Vértes Attila (1934–2011) Széchenyi-díjas vegyészmérnök, közgazdász
- gróf D’Orsay Olivér (1845–1932) ménesparancsnok Mezőhegyes. A Nóniusz tájfajta tenyésztője.

## Testvértelepülések
- Gyergyóalfalu, Erdély, Románia
- Hegyhátsál

## A település az irodalomban
- Érintőlegesen szerepel a település Bödőcs Tibor humorista első regényében, a zalai vidéki helyszínek sokaságát felvillantó Meg se kínáltak című kötetben (a 35. fejezetben); a történet szerint itt szenvedett kényszerleszállást II. János Pál pápa repülőgépe, ami után a Szentatya jót uzsonnázott az egyik helyi háryjánossal, a tönkrement gép maradványait pedig napok alatt széthordták a környező lakosok, a ház körüli eszközparkjuk feljavítására.

## Légi felvétel galéria 2019

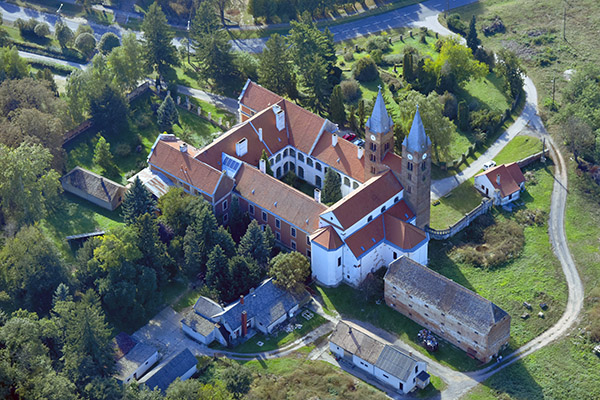
A türjei templom és kolostor légi fotón
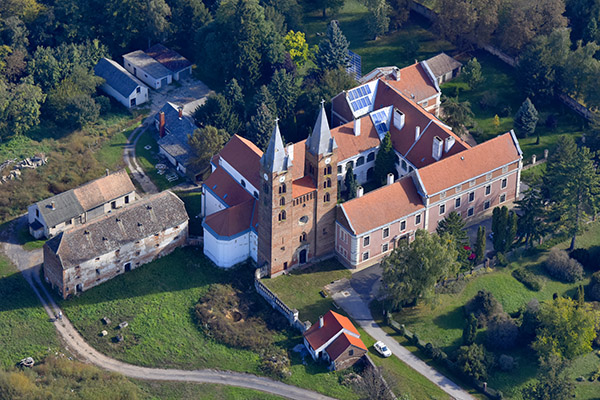
Plébániatemplom és a volt premontrei rendház a magasból
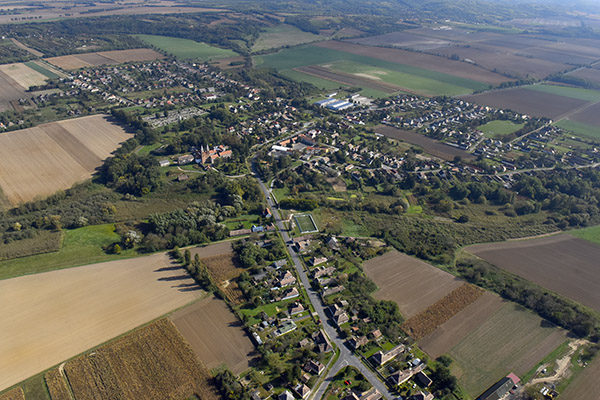
Türje látképe madártávlatból
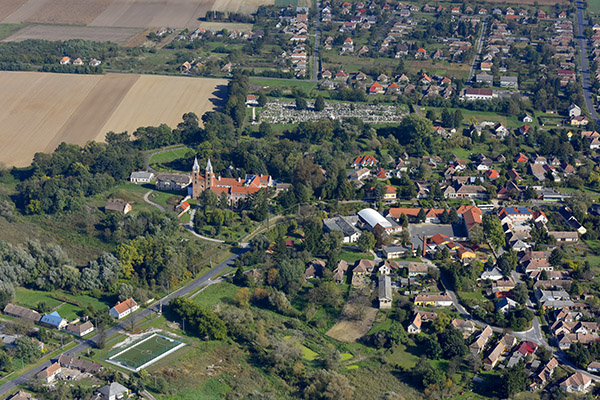
Türje légi felvételen
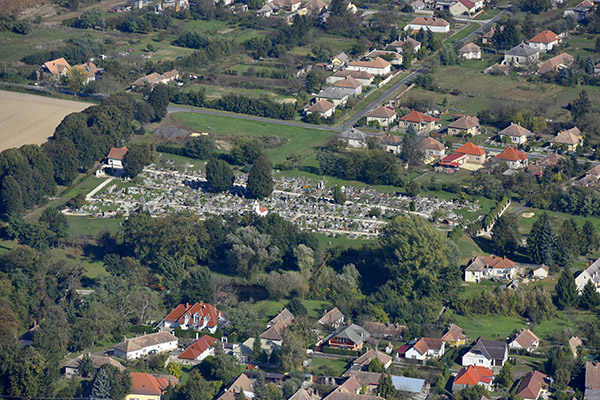
Türjei temető - légi fotó
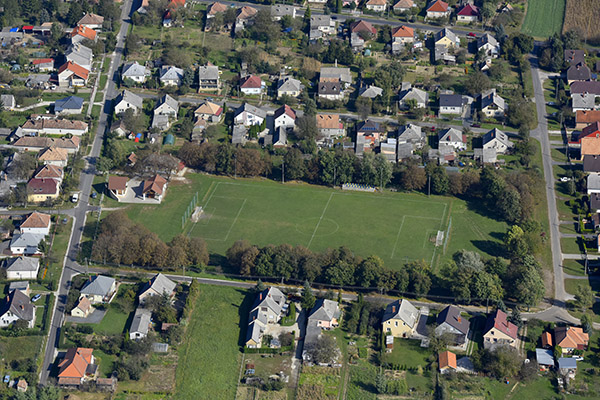
Türje, sportpálya a levegőből